# انتشارات میلز و بون
میلز و بون (Mills & Boon) ناشر کتاب‌های عاشقانه، زیرمجموعه ناشر بریتانیایی هارلکوئین است که در سال ۱۹۰۸ توسط جرالد راسگرو میلز و چارلز بون به عنوان یک ناشر عمومی گشوده شد. در سال ۱۹۷۱، این ناشر توسط شرکت کانادایی Harlequin Enterprises که شرکت پخش‌کننده آن در آمریکای شمالی (مستقر در تورنتو) بود و با آن شراکت غیررسمی طولانی‌مدتی هم داشت، خریداری شد.